# زاک گالیگان
زاک گالیگان (به انگلیسی: Zach Galligan) (زاده ۱۴ فوریه ۱۹۶۴) بازیگر آمریکایی است.
از فیلم‌های معروف او می‌توان به بازی در فیلم زاندالی، گرملین‌ها ۲ اشاره کرد.